# اکریسون مریدیوناله
اکریسون مریدیوناله یک گونه سوسک از خانوادهٔ سوسک‌های شاخک‌دراز و از زیرخانوادهٔ شاخک‌درازیان است. مارتینز در سال ۱۹۷۶ این گونه را توصیف و بررسی کرده است. این گونه در جنوب برزیل یافت شده است.